# Salmo 101
El Salmo 101 es el salmo centésimoprimero del Libro de los Salmos, que comienza en inglés en la versión de la Biblia del rey Jacobo: «Cantaré de la misericordia y del juicio». El Libro de los Salmos forma parte de la tercera sección de la Tanaj (Biblia hebrea) y es un libro del Antiguo Testamento cristiano. En el sistema de numeración ligeramente diferente utilizado en las traducciones griega Septuaginta y latina Vulgata de la Biblia, este salmo es el «Salmo 102». En latín, se conoce como «Misericordiam et iudicium cantabo». Se atribuye a David, y ofrece advertencias para los malvados, al tiempo que explica los beneficios que cosecharán los justos.
El salmo forma parte habitual de las liturgias judía, católica, luterana, anglicana y otras protestantes. El salmo ha sido parafraseado en himnos y a menudo se ha puesto música, en particular por Heinrich Schütz y Johannes Brahms.

## Texto
La siguiente tabla muestra el texto en hebreo del Salmo con vocales, junto con el texto en griego koiné de la Septuaginta y la traducción al español de la Biblia del Rey Jacobo. Tenga en cuenta que el significado puede diferir ligeramente entre estas versiones, ya que la Septuaginta y el texto masorético provienen de tradiciones textuales diferentes. En la Septuaginta, este salmo está numerado como Salmo 100.
| # | En hebreo                                                               | Español | Griego |
| - | ----------------------------------------------------------------------- | --- | --- |
| 1 | לְדָוִ֗ד מִ֫זְמ֥וֹר חֶֽסֶד־וּמִשְׁפָּ֥ט אָשִׁ֑ירָה לְךָ֖ יְהֹוָ֣ה אֲזַמֵּֽרָה׃                               | (Salmo de David.) Cantaré de misericordia y juicio; a ti, oh Señor, cantaré.                                                         | Ψαλμὸς τῷ Δαυΐδ. - ΕΛΕΟΣ καὶ κρίσιν ᾄσομαί σοι, Κύριε·                                                                           |
| 2 | אַשְׂכִּ֤ילָה ׀ בְּדֶ֬רֶךְ תָּמִ֗ים מָ֭תַי תָּב֣וֹא אֵלָ֑י אֶתְהַלֵּ֥ךְ בְּתׇם־לְ֝בָבִ֗י בְּקֶ֣רֶב בֵּיתִֽי׃               | Me comportaré con sabiduría y de manera perfecta. Oh, ¿cuándo vendrás a mí? Caminaré dentro de mi casa con un corazón perfecto.      | ψαλῶ καὶ συνήσω ἐν ὁδῷ ἀμώμῳ· πότε ἥξεις πρός με; διεπορευόμην ἐν ἀκακίᾳ καρδίας μου ἐν μέσῳ τοῦ οἴκου μου.                      |
| 3 | לֹֽא־אָשִׁ֨ית ׀ לְנֶ֥גֶד עֵינַ֗י דְּֽבַר־בְּלִ֫יָּ֥עַל עֲשֹֽׂה־סֵטִ֥ים שָׂנֵ֑אתִי לֹ֖א יִדְבַּ֣ק בִּֽי׃                | No pondré delante de mis ojos cosa alguna mala; aborrezco la obra de los que se desvían; no se pegará a mí.                          | οὐ προεθέμην πρὸ ὀφθαλμῶν μου πρᾶγμα παράνομον, ποιοῦντας παραβάσεις ἐμίσησα· οὐκ ἐκολλήθη μοι καρδία σκαμβή.                    |
| 4 | לֵבָ֣ב עִ֭קֵּשׁ יָס֣וּר מִמֶּ֑נִּי רָ֝֗ע לֹ֣א אֵדָֽע׃                                            | El corazón perverso se alejará de mí; no conoceré a los malvados.                                                                    | ἐκκλίνοντος ἀπ᾿ ἐμοῦ τοῦ πονηροῦ οὐκ ἐγίνωσκον.                                                                                  |
| 5 | (מלושני) [מְלׇשְׁנִ֬י] בַסֵּ֨תֶר ׀ רֵעֵהוּ֮ אוֹת֢וֹ אַ֫צְמִ֥ית גְּֽבַהּ־עֵ֭ינַיִם וּרְחַ֣ב לֵבָ֑ב אֹ֝ת֗וֹ לֹ֣א אוּכָֽל׃ | Al que calumnia en secreto a su prójimo, yo lo exterminaré; no soportaré al altivo de mirada y orgulloso de corazón.                 | τὸν καταλαλοῦντα λάθρᾳ τὸν πλησίον αὐτοῦ, τοῦτον ἐξεδίωκον· ὑπερηφάνῳ ὀφθαλμῷ καὶ ἀπλήστῳ καρδίᾳ, τούτῳ οὐ συνήσθιον.            |
| 6 | עֵינַ֤י ׀ בְּנֶֽאֶמְנֵי־אֶרֶץ֮ לָשֶׁ֢בֶת עִמָּ֫דִ֥י הֹ֭לֵךְ בְּדֶ֣רֶךְ תָּמִ֑ים ה֝֗וּא יְשָׁרְתֵֽנִי׃                   | Mis ojos estarán sobre los fieles de la tierra, para que habiten conmigo; el que anda en camino perfecto, él me servirá.             | οἱ ὀφθαλμοί μου ἐπὶ τοὺς πιστοὺς τῆς γῆς τοῦ συγκαθῆσθαι αὐτοὺς μετ᾿ ἐμοῦ· πορευόμενος ἐν ὁδῷ ἀμώμῳ, οὗτός μοι ἐλειτούργει.      |
| 7 | לֹֽא־יֵשֵׁ֨ב ׀ בְּקֶ֥רֶב בֵּיתִי֮ עֹשֵׂ֢ה רְמִ֫יָּ֥ה דֹּבֵ֥ר שְׁקָרִ֑ים לֹֽא־יִ֝כּ֗וֹן לְנֶ֣גֶד עֵינָֽי׃                | El que obra con engaño no morará en mi casa; el que dice mentiras no permanecerá ante mis ojos.                                      | οὐ κατῴκει ἐν μέσῳ τῆς οἰκίας μου ποιῶν ὑπερηφανίαν, λαλῶν ἄδικα οὐ κατεύθυνεν ἐνώπιον τῶν ὀφθαλμῶν μου.                         |
| 8 | לַבְּקָרִ֗ים אַצְמִ֥ית כׇּל־רִשְׁעֵי־אָ֑רֶץ לְהַכְרִ֥ית מֵעִיר־יְ֝הֹוָ֗ה כׇּל־פֹּ֥עֲלֵי אָֽוֶן׃                  | Destruiré temprano a todos los malvados de la tierra, para que pueda exterminar de la ciudad del Señor a todos los que hacen maldad. | εἰς τὰς πρωίας ἀπέκτεινον πάντας τοὺς ἁμαρτωλοὺς τῆς γῆς τοῦ ἐξολοθρεῦσαι ἐκ πόλεως Κυρίου πάντας τοὺς ἐργαζομένους τὴν ἀνομίαν. |

### Versión Reina Valera
1. Cantaré de la misericordia y del juicio: a ti, oh Señor, cantaré.
2. Me comportaré sabiamente de una manera perfecta. Oh, ¿cuándo vendrás a mí? Caminaré dentro de mi casa con un corazón perfecto.
3. No pondré cosa inicua delante de mis ojos: aborrezco la obra de los que se desvían; no se me pegará.
4. Un corazón perverso se apartará de mí: no conoceré a una persona malvada.
5. Al que calumnia a su prójimo en secreto, lo destruiré: al que tiene mirada altanera y corazón orgulloso, no lo toleraré.
6. Mis ojos estarán sobre los fieles de la tierra, para que habiten conmigo: el que camina en un camino perfecto, él me servirá.
7. El que obra engaño no morará en mi casa; el que cuenta mentiras no se detendrá ante mis ojos.
8. Destruiré temprano a todos los malvados de la tierra; para que pueda eliminar a todos los malhechores de la ciudad del Señor.

## Comentarios
Según Matthew Henry, «David fue sin duda el autor de este salmo», y aquí «se traza a sí mismo y a los demás un modelo tanto de buen magistrado como de buen padre de familia; y, si estos cumplieran con esmero con el deber de su cargo, contribuiría en gran medida a una reforma universal». 

### De la Iglesia católica

#### A todo el salmo
En este salmo, atribuido a David según el título, se escucha la voz de un rey terreno que expone su propósito de silenciar a los malvados (v. 5), tarea que en otros salmos se presenta como propia de Dios (cf. Sal 64; 69). El rey actúa, por tanto, como instrumento del gobierno divino proclamado en los salmos precedentes. El texto se abre con una alabanza a Dios y una súplica por ayuda para actuar con integridad (vv. 1-2). Luego, se describe el modo en que el rey piensa ejercer su autoridad (vv. 3-8): rechazando a quienes practican el mal (vv. 3-5), asociándose con los fieles (v. 6), y excluyendo de su casa y del país a los injustos (vv. 7-8). El nombre del Señor enmarca todo el salmo, apareciendo al inicio y al final como fundamento de la acción regia. Estas decisiones y compromisos reales encuentran su realización plena en Jesucristo, el Rey que, desde su trono de gloria, apartará de su presencia y de su Reino a quienes no hayan practicado la misericordia.

#### A los versículos 1-5
Aunque el versículo 1 podría haber sido incorporado posteriormente por el salmista para adaptar la composición a un contexto litúrgico, en la forma actual del salmo señala el modelo divino que el rey desea imitar en su gobierno. El verbo «discurrir» (v. 2), con su resonancia sapiencial, implica una acción reflexiva y justa, propia de quien se esfuerza por actuar con rectitud. No obstante, esta capacidad de discernimiento recto es vista como un don de Dios, razón por la cual se expresa el deseo de su venida, con el fin de administrar el reino —la «casa»— conforme a la Ley del Señor. A partir de este mismo versículo, san Bernardo ofrece una reflexión que profundiza en la necesidad de esta presencia divina para un gobierno verdaderamente justo. 
San Bernardo comenta: 

Instruido por la experiencia, no cantaré sólo al juicio o sólo a la misericordia, sino que te cantaré a Ti, oh Señor, misericordia y juicio; mientras dura este peregrinar mío, cantaré ambas cosas para que la misericordia prevalezca sobre el juicio, la miseria sea reducida al silencio y mi gloria te cante, al fin, sólo a Ti.

## Versículos
- «Cantaré de la misericordia y la justicia» (versículo 1): La «misericordia» y la «justicia» de Dios van de la mano, porque cuando la justicia pronuncia su justa pena, la misericordia puede conceder alivio. Como rey, David sabe que antes de poder ejercer misericordia y justicia en su reino, tenía que comprender y ensalzar la misericordia y la justicia de Dios. [10]

- «Me comportaré sabiamente de una manera perfecta» (versículo 2): David determinó que su reinado estaría marcado por la integridad y la piedad, es decir, por llevar una vida sabia y santa (manera perfecta), porque al llegar a una posición de mayor poder, experimentó que el poder a menudo expone los defectos de carácter, si no ayuda a crearlos.[10]

- «Andaré en medio de mi casa con un corazón perfecto»: la vida justa de David tenía que ser real en su conducta dentro de su propia casa, antes de que pudiera aplicarse en las cortes de su reino.[10]

- «No pondré delante de mis ojos cosa injusta» (versículos 3-4): Una medida de una vida justa era lo que uno elegía poner ante los ojos, ya que la codicia de los ojos es un aspecto significativo del atractivo de este mundo (KJV).[10]

- «El que calumnia en secreto a su prójimo» (versículo 5): Mentir o hablar de forma malvada contra otro es un pecado grave y significativo, y lo peor es hacerlo «en secreto», por lo que David estaba decidido a oponerse a todos los que lo hicieran («a él lo destruiré»).[10]

- «Mis ojos estarán sobre los fieles de la tierra» (versículos 6-8): En lugar de mirar a los que se creían mejores que los demás, David prefirió mirar a los fieles, decidiendo que habitarían con él.[10]

- «Destruiré de mañana a todos los impíos de la tierra»: La determinación de David de gobernar a favor de los piadosos le hizo decidir expulsar a los impíos de la ciudad de Dios desde el principio.[10]

## Usos

### Iglesia católica
Desde la Edad Media, este salmo se interpretaba tradicionalmente en la misa de la mañana del viernes, según la Regla de San Benito establecida en 530. 
En la Liturgia de las Horas, el Salmo 101 se canta o recita en Laudes el martes de la cuarta semana. Para facilitar la comprensión se le asigna a cada salmo un título en rojo (rúbrica) que no forma parte del salmo. El título del Salmo 101 es Propósitos de un príncipe justo.

### Comunión anglicana
En el Libro de Oración Común de la Iglesia de Inglaterra, y en las liturgias derivadas de él, el Salmo 101 se reza o canta tradicionalmente en el Vísperas del día 19 de cada mes.

### Arreglos musicales
Heinrich Schütz puso el Salmo 101 en una paráfrasis métrica en alemán, «Von Gnad und Recht soll singen», SWV 199, para el Salterio Becker, publicado por primera vez en 1628.